# Saint-Germain-d'Anxure
Pour les articles homonymes, voir Saint-Germain.
Saint-Germain-d'Anxure est une commune française, située dans le département de la Mayenne en région Pays de la Loire, peuplée de 365 habitants.
La commune fait partie de la province historique du Maine, et se situe dans le Bas-Maine.

## Géographie

### Communes limitrophes
| Alexain       | Contest, Placé         | Alexain                    |
| Alexain       | Saint-Germain-d'Anxure | Alexain                    |
| La Bigottière | Andouillé              | Martigné-sur-Mayenne, Sacé |

### Climat
Pour des articles plus généraux, voir Climat des Pays de la Loire et Climat de la Mayenne.
En 2010, le climat de la commune est de type climat océanique altéré, selon une étude du CNRS s'appuyant sur une série de données couvrant la période 1971-2000. En 2020, Météo-France publie une typologie des climats de la France métropolitaine dans laquelle la commune est exposée à un climat océanique et est dans la région climatique  Moyenne vallée de la Loire, caractérisée par une bonne insolation (1 850 h/an) et un été peu pluvieux. 
Pour la période 1971-2000, la température annuelle moyenne est de 11,1 °C, avec une amplitude thermique annuelle de 13,7 °C. Le cumul annuel moyen de précipitations est de 818 mm, avec 13 jours de précipitations en janvier et 7,3 jours en juillet. Pour la période 1991-2020, la température moyenne annuelle observée sur la station météorologique de Météo-France la plus proche, sur la commune de Chailland à 10 km à vol d'oiseau, est de 11,5 °C et le cumul annuel moyen de précipitations est de 859,5 mm,. Pour l'avenir, les paramètres climatiques de la commune estimés pour 2050 selon différents scénarios d'émission de gaz à effet de serre sont consultables sur un site dédié publié par Météo-France en novembre 2022.

## Urbanisme

### Typologie
Au 1er janvier 2024, Saint-Germain-d'Anxure est catégorisée commune rurale à habitat dispersé, selon la nouvelle grille communale de densité à sept niveaux définie par l'Insee en 2022.
Elle est située hors unité urbaine. Par ailleurs la commune fait partie de l'aire d'attraction de Laval, dont elle est une commune de la couronne,. Cette aire, qui regroupe 66 communes, est catégorisée dans les aires de 50 000 à moins de 200 000 habitants,.

### Occupation des sols
L'occupation des sols de la commune, telle qu'elle ressort de la base de données européenne d’occupation biophysique des sols Corine Land Cover (CLC), est marquée par l'importance des territoires agricoles (97 % en 2018), une proportion sensiblement équivalente à celle de 1990 (97,1 %). La répartition détaillée en 2018 est la suivante : 
terres arables (56,8 %), prairies (36,1 %), zones agricoles hétérogènes (4,1 %), zones urbanisées (2,5 %), forêts (0,5 %). L'évolution de l’occupation des sols de la commune et de ses infrastructures peut être observée sur les différentes représentations cartographiques du territoire : la carte de Cassini (XVIIIe siècle), la carte d'état-major (1820-1866) et les cartes ou photos aériennes de l'IGN pour la période actuelle (1950 à aujourd'hui).

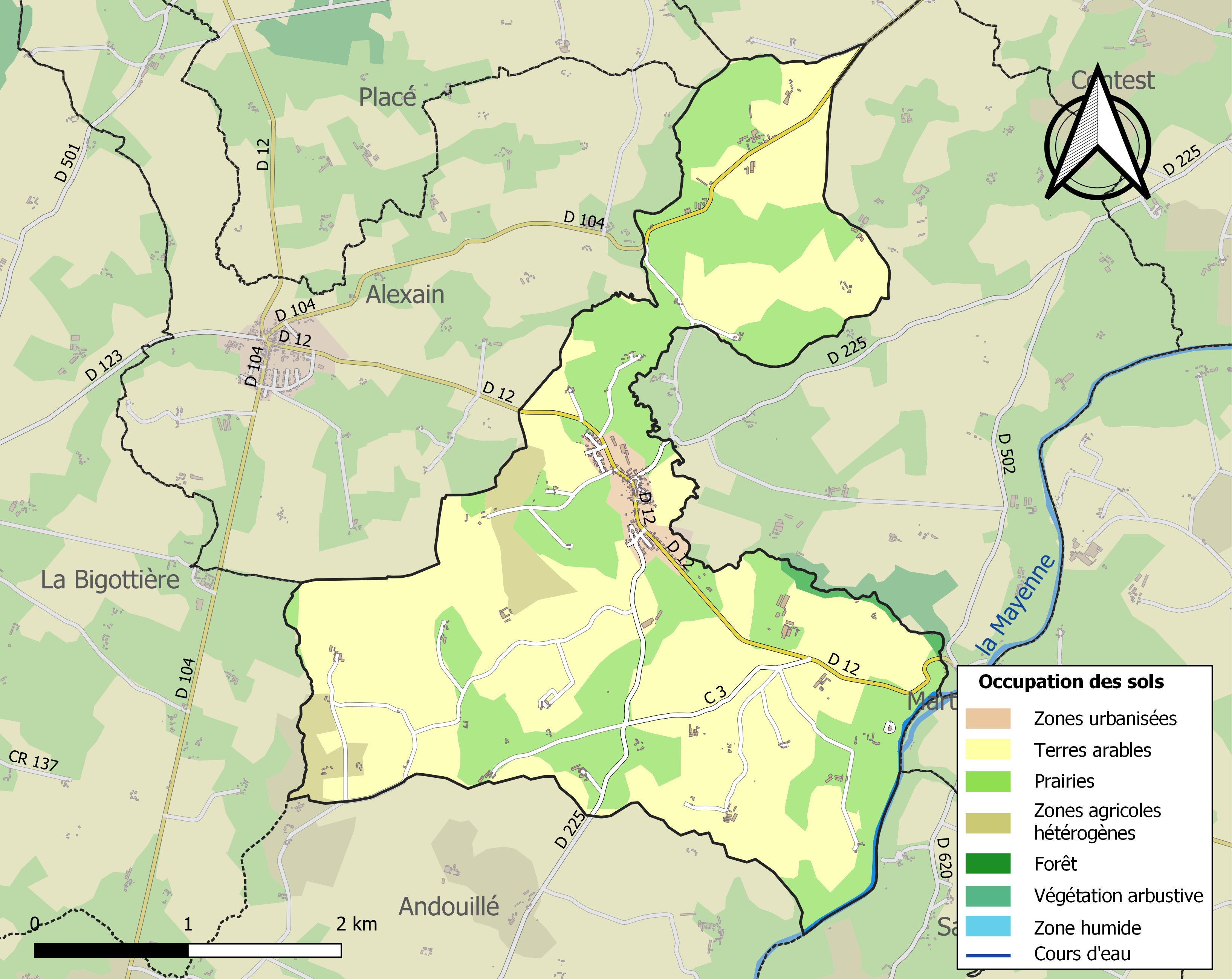
Carte des infrastructures et de l'occupation des sols de la commune en 2018 (CLC).

## Toponymie
Le gentilé est Anxurois.

## Politique et administration

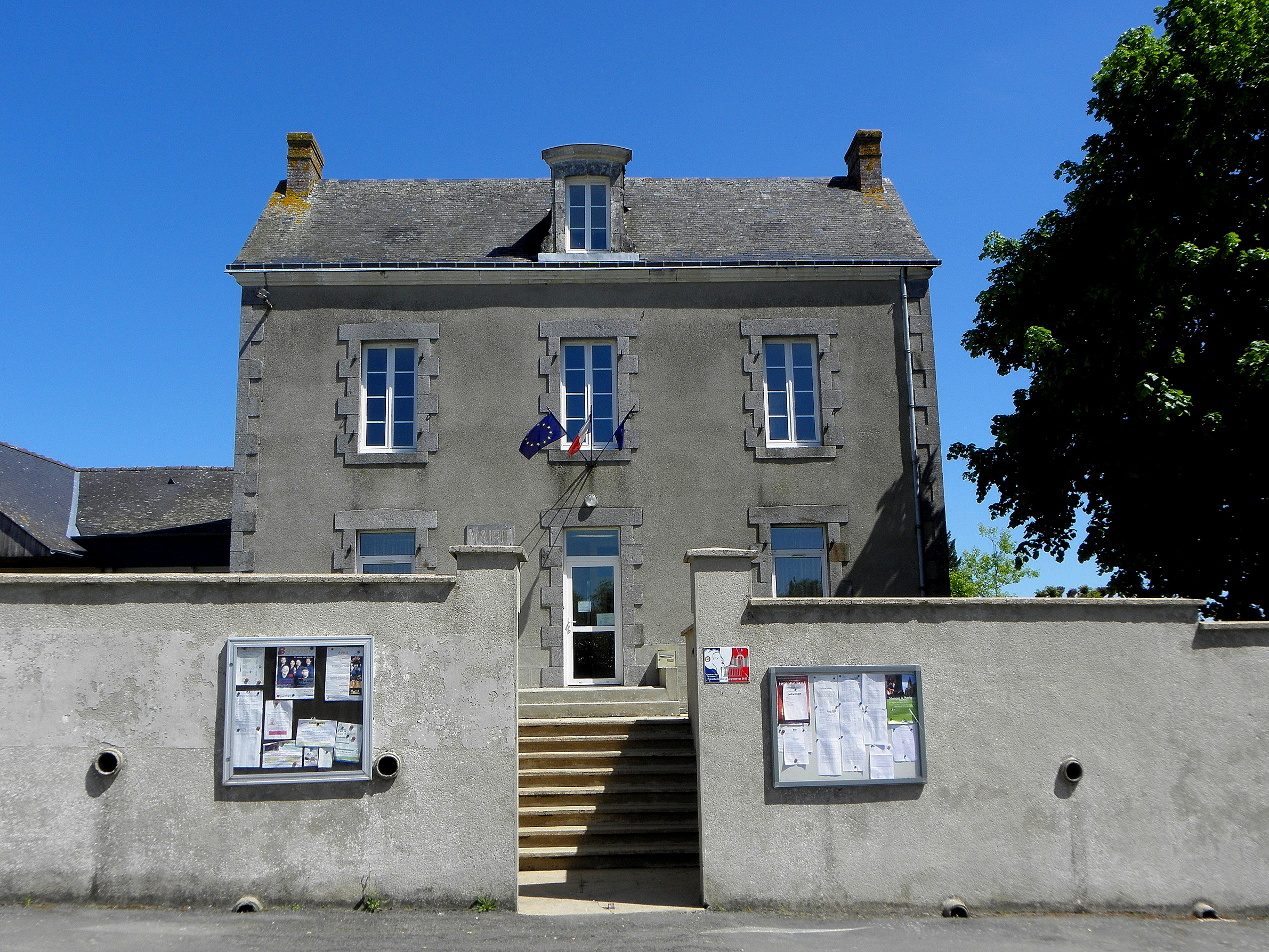
La mairie.

| Période                                  | Période   | Identité              | Étiquette | Qualité                               |
| ---------------------------------------- | --------- | --------------------- | --------- | ------------------------------------- |
| 1888                                     | 1938      | Comte André de Robien |           | Propriétaire du château de Montgiroux |
| Les données manquantes sont à compléter. |           |                       |           |                                       |
| 1965                                     | mars 2001 | Georges Hélard        | DVG       | Agriculteur                           |
| mars 2001                                | mars 2014 | André Miton           |           |                                       |
| mars 2014                                | En cours  | Éric Transon          | SE-DVG    | Moniteur éducateur                    |

## Population et société

### Démographie
La démographie de Saint-Germain-d'Anxure a fait l'objet d'une étude détaillée par des chercheurs de l'UCLA et de l'Université de Brown, portant sur l'évolution de la fertilité en France.
L'évolution du nombre d'habitants est connue à travers les recensements de la population effectués dans la commune depuis 1793. Pour les communes de moins de 10 000 habitants, une enquête de recensement portant sur toute la population est réalisée tous les cinq ans, les populations de référence des années intermédiaires étant quant à elles estimées par interpolation ou extrapolation. Pour la commune, le premier recensement exhaustif entrant dans le cadre du nouveau dispositif a été réalisé en 2004.
En 2022, la commune comptait 365 habitants, en évolution de −8,75 % par rapport à 2016 (Mayenne : −0,73 %, France hors Mayotte : +2,11 %).
| 1793 | 1800 | 1806 | 1821 | 1831 | 1836 | 1841 | 1846 | 1851 |
| ---- | ---- | ---- | ---- | ---- | ---- | ---- | ---- | ---- |
| 600  | 506  | 514  | 604  | 560  | 590  | 586  | 574  | 594  |

| 1856 | 1861 | 1866 | 1872 | 1876 | 1881 | 1886 | 1891 | 1896 |
| ---- | ---- | ---- | ---- | ---- | ---- | ---- | ---- | ---- |
| 598  | 630  | 590  | 581  | 561  | 526  | 541  | 538  | 521  |

| 1901 | 1906 | 1911 | 1921 | 1926 | 1931 | 1936 | 1946 | 1954 |
| ---- | ---- | ---- | ---- | ---- | ---- | ---- | ---- | ---- |
| 511  | 474  | 410  | 327  | 356  | 376  | 380  | 360  | 345  |

| 1962 | 1968 | 1975 | 1982 | 1990 | 1999 | 2004 | 2006 | 2009 |
| ---- | ---- | ---- | ---- | ---- | ---- | ---- | ---- | ---- |
| 325  | 304  | 295  | 284  | 272  | 274  | 273  | 271  | 313  |

| 2014 | 2019 | 2022 | - | - | - | - | - | - |
| ---- | ---- | ---- | - | - | - | - | - | - |
| 379  | 365  | 365  | - | - | - | - | - | - |

## Culture locale et patrimoine

### Lieux et monuments
- L'église Saint-Germain (XIXe siècle).
- Monument aux morts datant des années 1920. Le soldat mort représente François de Robien, fils du comte André de Robien, châtelain de Montgiroux et maire de Saint-Germain-d'Anxure durant plus de cinquante ans[22]
- Château de Montgiroux, propriété privée du XIXe siècle appartenant à la famille de Robien

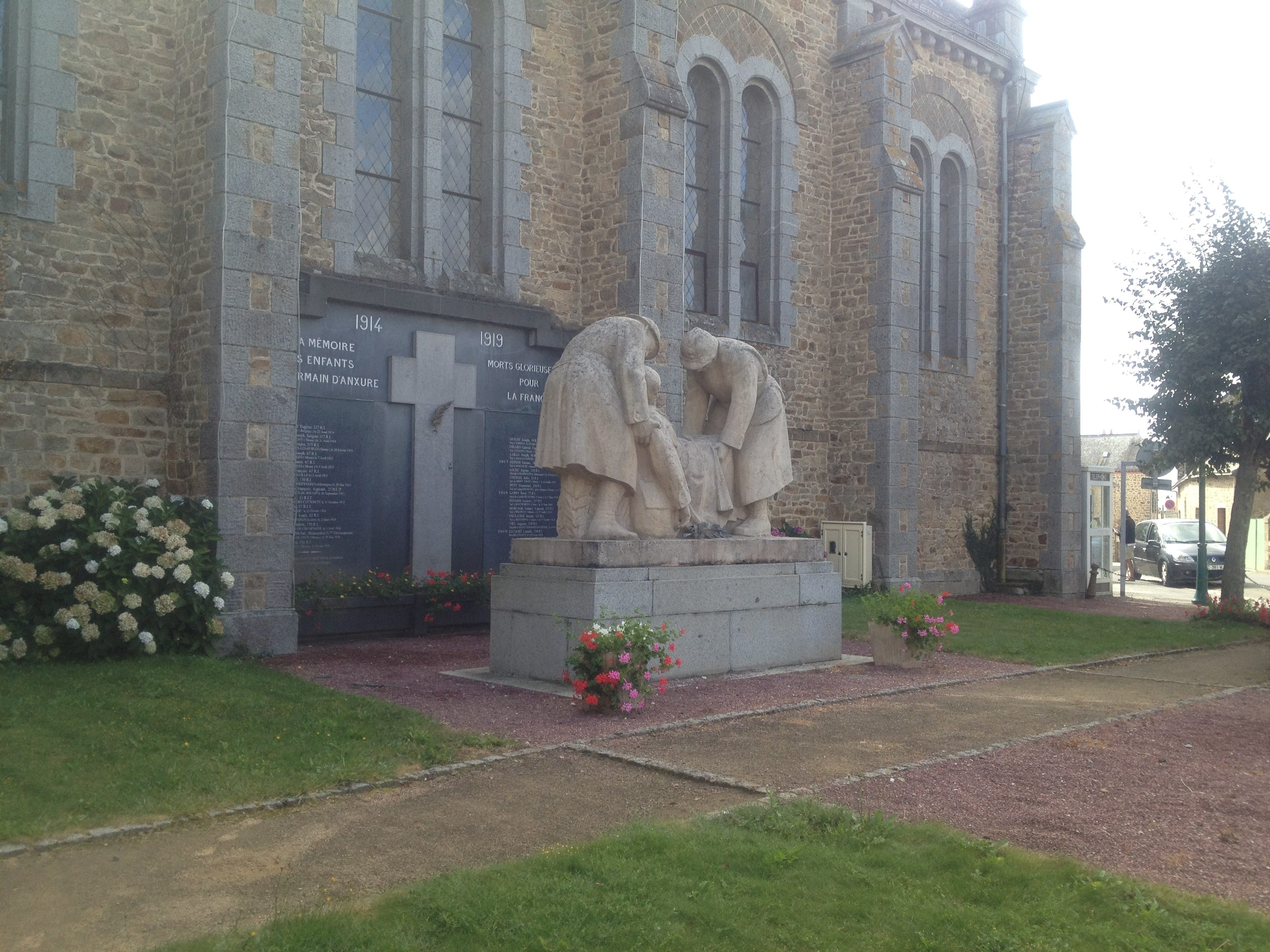
Vue du côté nord.
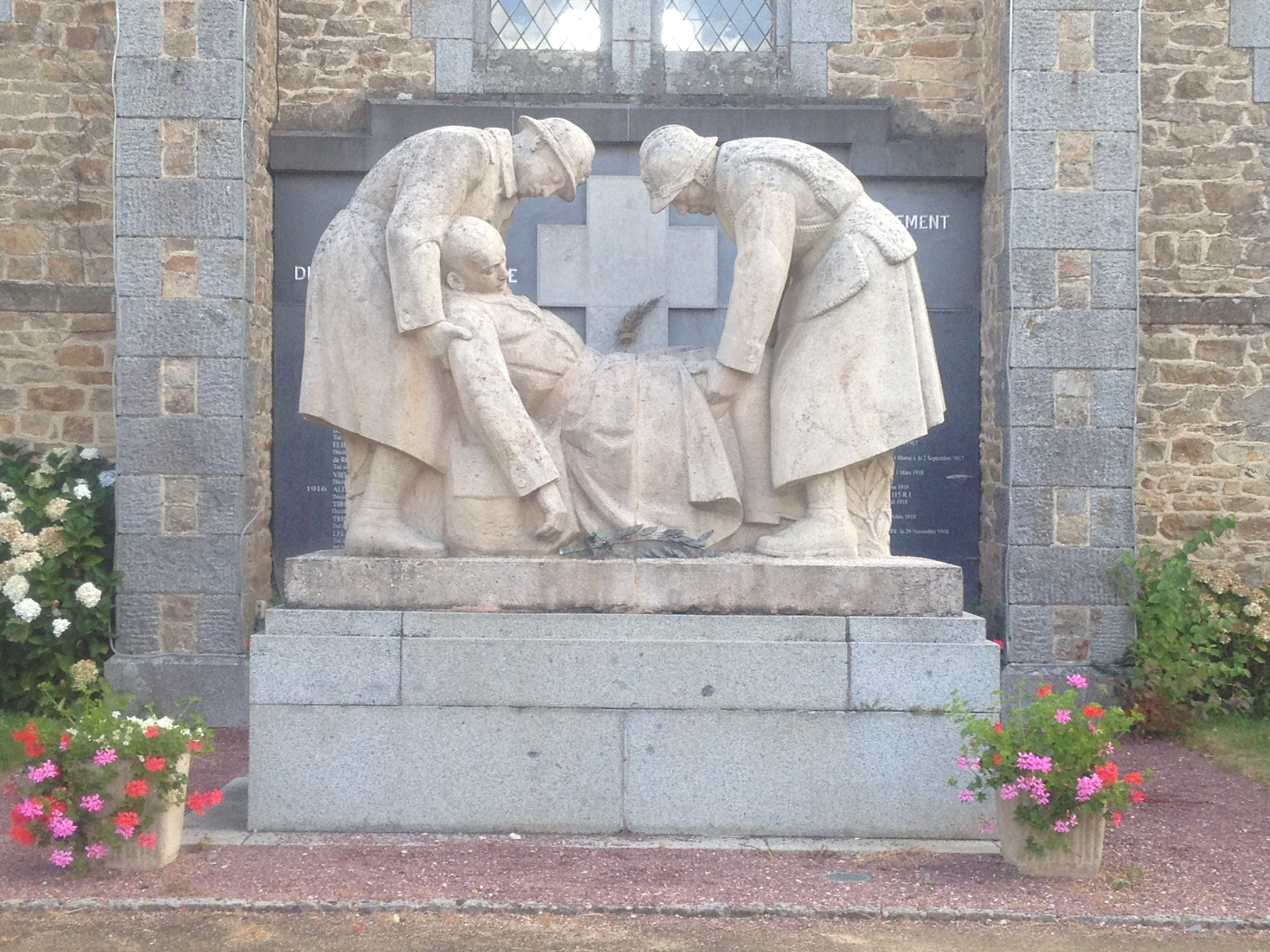
Vue de face.
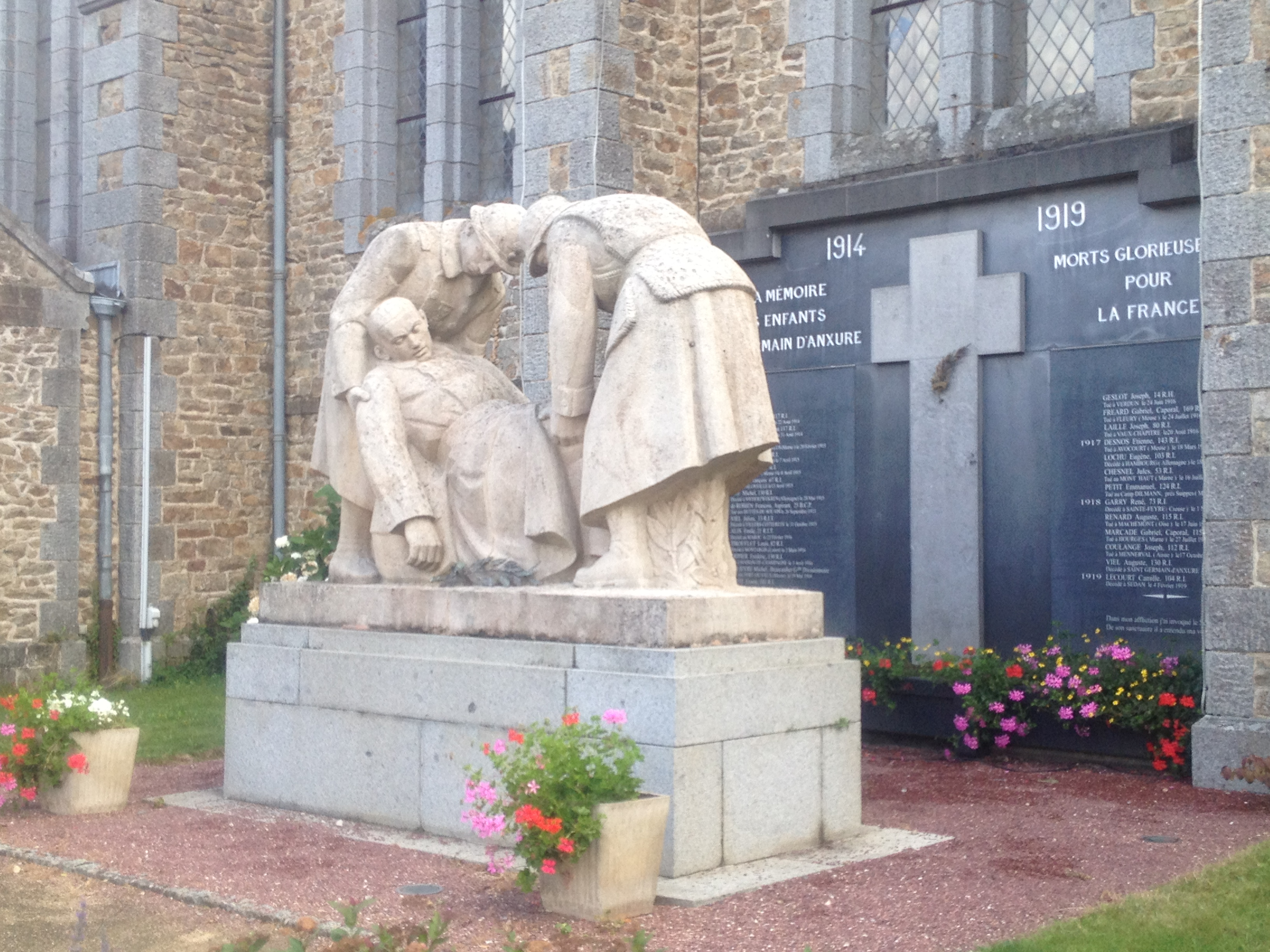
Vue du côté sud.

### Personnalités liées à la commune
- Romain Charles (né en 1979), ingénieur, astronaute expérimental, originaire de Saint-Germain-d'Anxure.